# Erythromachus leguati
El rascón de Rodrigues  (Erythromachus leguati) es un ave extinta, de la familia Rallidae que era endémica de las islas Mascareñas en la isla de Rodrigues, ubicada al este de Madagascar en el océano Índico. Es descrito con un plumaje de color gris, el pico rojo, de piernas rojas, y una coloración de tonos rojizos alrededor del ojo. El pico iba variando entre los distintos especímenes, encontrándose algunos rectos y otros torcidos, pero la razón del porque variaban los picos es desconocida.
Es a veces asignada al género Aphanapteryx, junto con su pariente cercano el rascón rojo (A. bonasia). De la isla Mauricio, pero son generalmente considerados especies de distinto género. Su relación con otros rascónes está aún en duda. Según relatos, sentía una atracción hacia los objetos rojos, por el cual a los humanos se les hizo más fácil atraparlos.
El rascón de Rodrigues se cree que se extinguió hacia la mitad del siglo XVIII debido a destrucción de su hábitat y la predacion por parte de los humanos y otros animales introducidos. Aparte de la información reunida de huesos subfósiles, el pájaro fue mal descrito y es sabido que solo hay dos descripciones detalladas del ave, y hay varias inexactas ilustraciones de él. El pájaro fue primero descrito por François Leguat, un francés Huguenotes refugiado en marooned en Rodrigues en 1691, y fue nombrado leguati en su honor. La segunda descripción es realizada por Julien Tafforet, también en el refugio marooned en la isla en 1726. Además fue descrito por material subfosil en 1874.

## Taxonomía

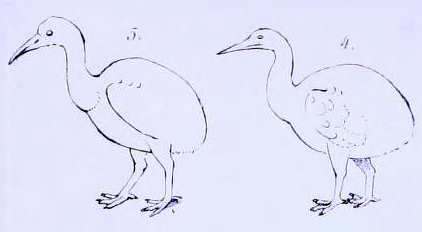
Schlegel 1854 esbozos de dodos, el segundo presuntamente de Rodrigues, el cual era de hecho raíles rojos

En 1848, el zoólogo inglés Hugh Strickland describió que un pájaro similar al rascón rojo (Aphanapteryx bonasia) de Mauricio estuvo mencionado en la biografía de François Leguat, pero era incapaz de clasificarlo más allá debido a una carencia de restos. lo describió como si hubiera sido una especie de urogallou otros pájaros galliniformes.[2] En 1874, el zoólogo francés Alphonse Milne-Edwards juntó las descripciones de Leguat y Julien Tafforet con algunos huesos encontrados en una cueva en Rodrigues, y reconoció su semejanza a aquellos del rascón rojo.[3] Milne-Edwards acuñó el nombre genérico Erthyromachus de las palabras griegas para "rojo" y "batalla", en referencia a su comportamiento hacia los objetos rojos, y el nombre concreto es en honor a Leguat. la sinonimia Miserythrus, de "rojo" y "aversión", estuvo acuñada por el inglés ornithologo Alfred Newton en 1893, también refiriéndose a este comportamiento.[4] El americano ornithologo James Greenway sugirió que la descripción de Leguat se refirió acalamón común. Esto no ha sido aceptado por otros autores.[6] Más tarde más restos fueron encontrados en 1974.
A diferencia del rascón rojo y a otras aves extintas de las islas Mascareñas , el rascón de Rodrigues no fue ilustrado por los artistas contemporáneos.El americano ornitólogo Storrs L. Olson. Describió las reconstrucciones para el zoólogo británico Walter Rothschild  1907 en el libro Pájaros Extintos y el de los japoneses ornitólogos Masauji Hachusika 1953 El Dodo y Pájaros de Parentela.[8] El artista inglés Frederick William Frohawk basó su restauración en el libro anterior ,en un croquis de esbozo[9] El zoólogo alemán Hermann Schlegel pensó  que se trataba de una especie de dodo (Didus herbertii) de Rodrigues cuándo lo dibujó en 1854, y que era la especie mencionada por Leguat.

### Evolución
Aparte de ser un pariente cercano al rascón rojo, las relaciones del rascón de Rodrigues con los demás miembros de su familia son inciertas y las dos aves son generalmente catalogadas como de géneros distintos, Aphanapteryx y Erythromachus, pero a veces ha sido unidos como especies de Aphanapteryx.[11]
Los zoólogos Edward Newton y Albert Günther primero los sinonimizaron genéricamente en 1879 debido a sus semejanzas esqueléticas.[12]
Se ha sugerido que debido a las ubicaciones geográficas de estas especies y la morfología de los huesos nasales, pueden haber estado relacionados con los géneros Gallirallus, Dryolimnas, Atlantisia y Rallus. Los rascónes han llegado a muchos archipiélagos oceánicos, lo que con frecuencia ha llevado a la especialización en el ámbito terrestre y a la pérdida de la capacidad de volar. Estos rascónes pueden ser de origen asiático, como muchas otras aves de las Mascareñas.[11]

## Descripción

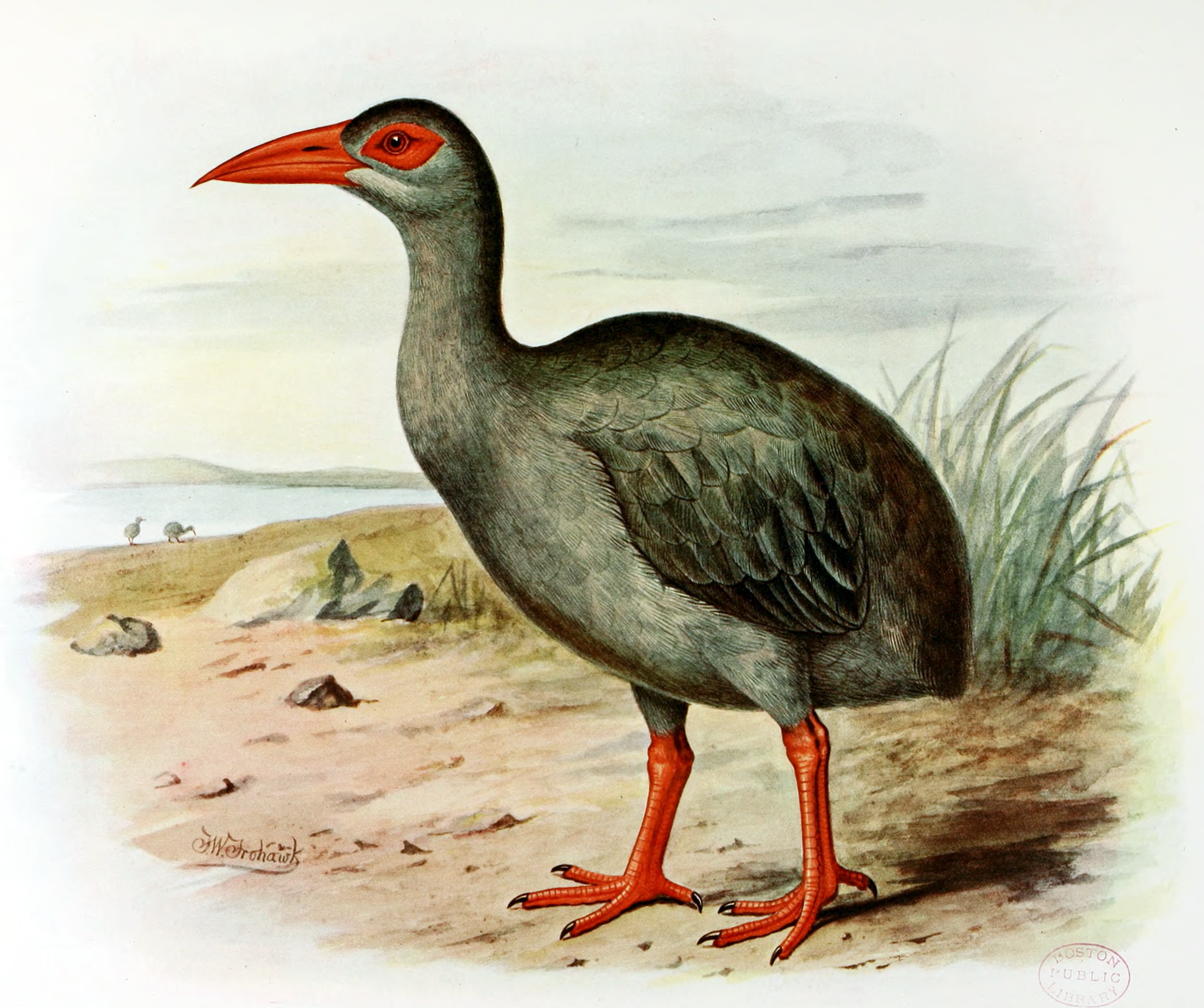
Frohawk 1907 reconstrucción

El rascón de Rodrigues era un rascón regordete, no volador, de plumaje gris claro, quizá manchado de blanco, con un pico y patas rojas, y un área roja y desnuda alrededor de sus ojos.[6]  Era algo más pequeño que su pariente más cercano, el rascón rojo. La longitud exacta del ave es desconocida, pero era del tamaño de un pollo.
Los picos variaron grandemente en tamaño y forma; algunos especímenes tenían picos cortos y casi rectos, y otros tenían picos mucho más largos que estaban prominente mente curvados. Se desconoce si esto estaba relacionado con eldimorfismo sexual o con la variación individual. Su cráneo medía 38 milímetros (1,5 pulg.) de largo por 20 milímetros (0,79 pulg.) de ancho, y el pico era de 77 milímetros (3,0 pulgadas) de largo. La pelvis era grande y fuertemente construida en proporción al tamaño del pájaro.[12]
El rascón de Rodrigues tenía alas algo mayores que el rascón rojo, pero las proporciones de las piernas de la especie, la pelvis y el sacro también eran similares.[12][13] También tenía un húmero proporcionalmente más largo, un cráneo más ancho y más corto, y tenían los orificios de la nariz más largos y más bajos que el rascón rojo, del cual difería considerablemente en plumaje, basado en descripciones tempranas.[8]

### Cuentas contemporáneas

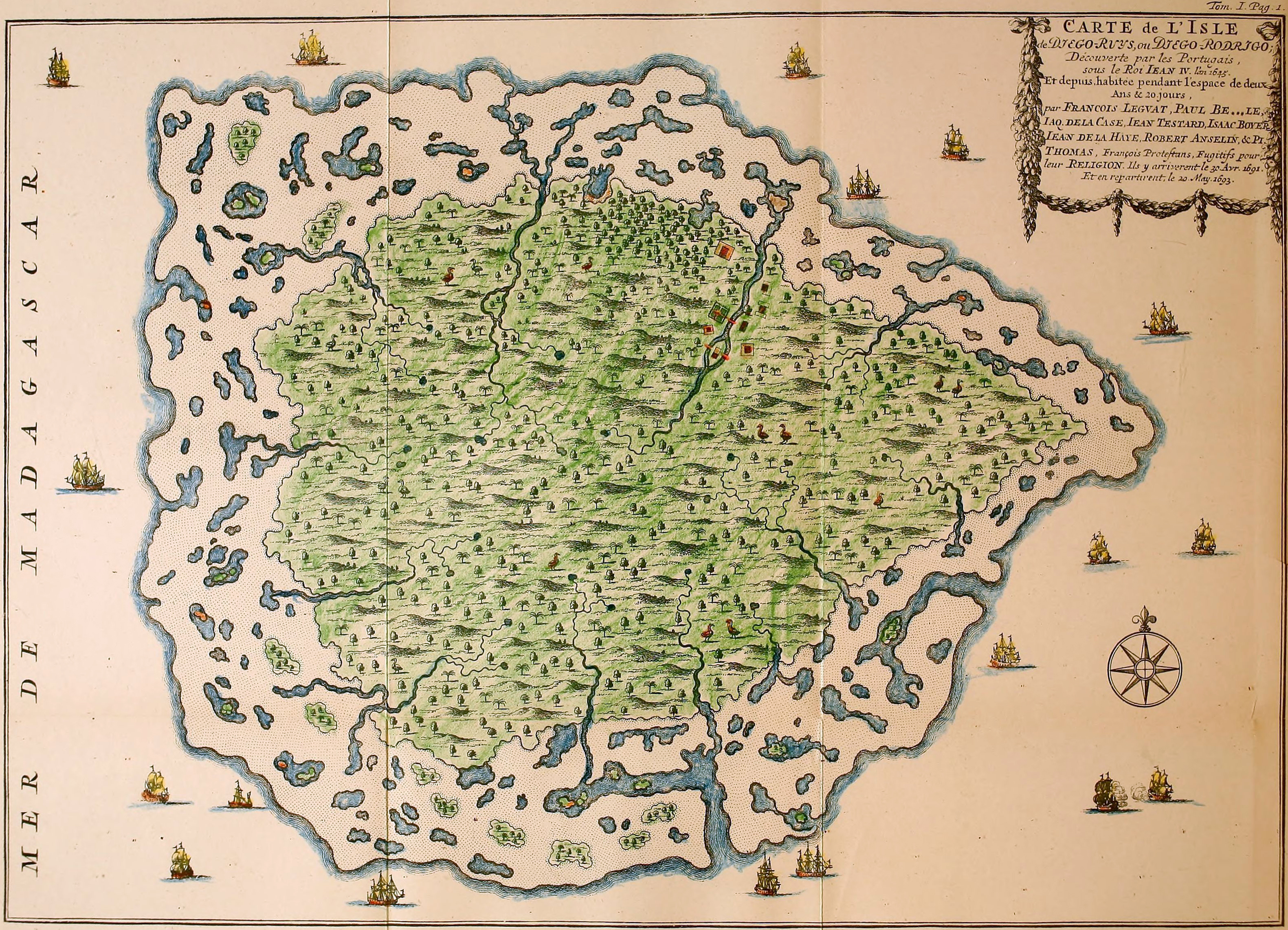
Leguat 1708 mapa de Rodrigues

El rascón de Rodrigues primero fue registrado por François Leguat en sus 1708 memorias, un nuevo viaje a las Indias del este. Leguat era el líder de un grupo de nueve refugiados huguenotes franceses; el grupo fue el primero en colonizar a Rodrigues desde 1691 hasta 1693, después de haber sido abandonados allí por su capitán.[14] Las observaciones de Leguat se consideran algunos de los primeros relatos cohesivos del comportamiento animal en el medio silvestre.[11]
La descripción de Leguat sobre el pájaro es la siguiente:

Our 'gelinotes' [hens] are fat all the year round and of a most delicate taste. Their colour is always of a bright grey, and there is very little difference in plumage between the two sexes. They hide their nests so well that we could not find them out, and consequently did not taste their eggs. They have a red naked area round their eyes, their beaks are straight and pointed, near two and two-fifths inches long, and red also. They cannot fly, their fat makes them too heavy for it. If you offer them anything red, they are so angry they will fly at you to catch it out of your hand, and in the heat of the combat we had an opportunity to take them with ease.

Otra descripción de la apariencia y el comportamiento se encuentra en un documento anónimo llamado Relación de la Isla Rodrigues, que fue redescubierto en 1874 y ha sido atribuido a Julien Tafforet, que fue abandonado en Rodrigues en 1726:

There is a sort of bird, of the size of a young hen, which has the beak and feet red. Its beak is a little like that of a curlew, excepting that it is slightly thicker and not quite so long. It plumage is spotted with white and grey. They generally feed on the eggs of the land tortoises, which they find in the ground, which makes them so fat that they often have difficulty running. They are very good to eat, and their fat is of a yellowish red, which is excellent for pains. They have small pinions [wings], without feathers, on which account they cannot fly; but on the other hand, they run very well. Their cry is a continual whistling. When they see any one who pursues them they produce another sort of noise, like that of a person who has hiccups.

## Comportamiento y ecología

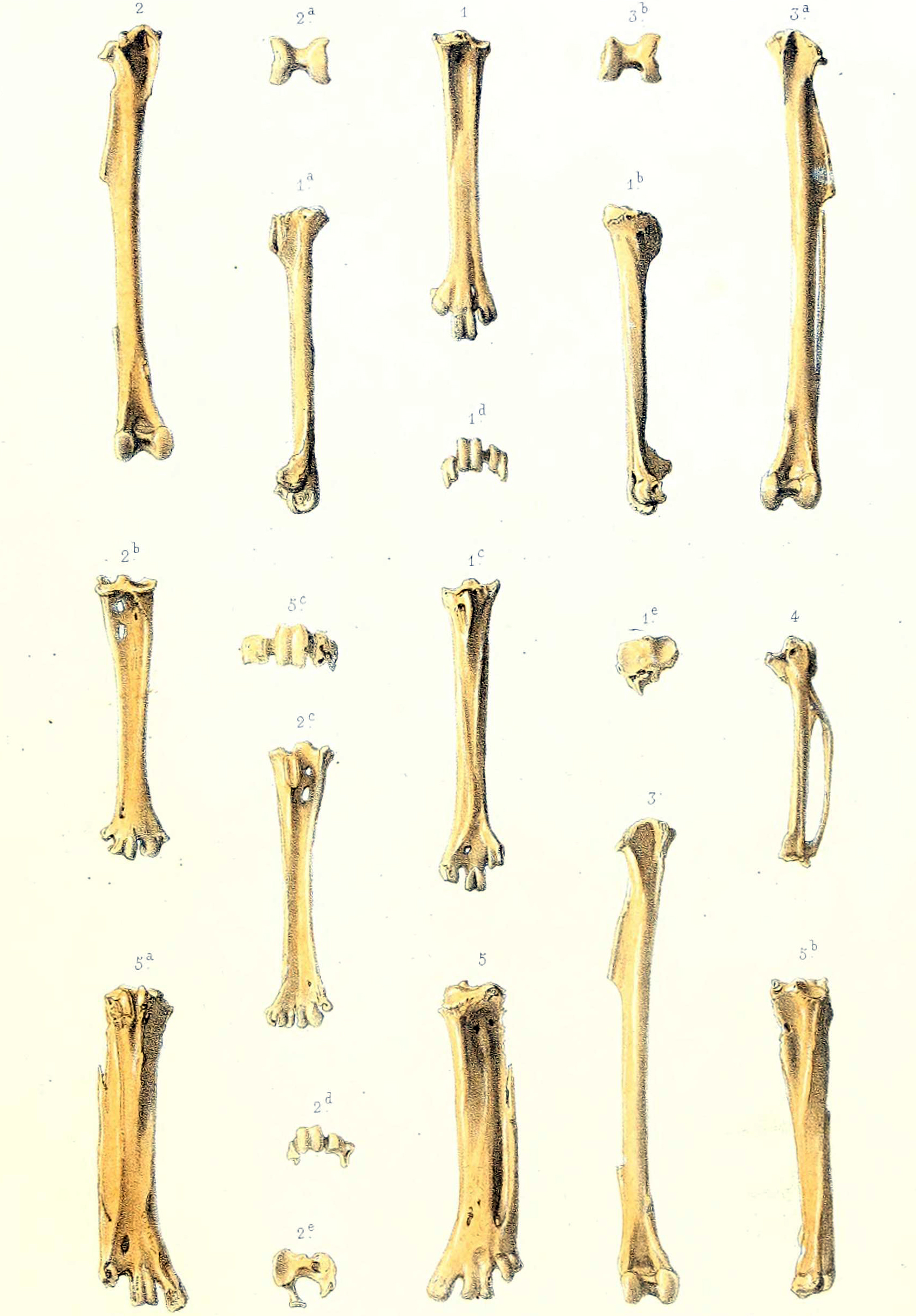
Primeros restos encontrados

El rascón de Rodrigues se alimentó de invertebrados, posiblemente pequeñosvertebrados, y en la época de anidación de las extintas tortugas Cylindraspis, desenterraron y engordaron sushuevos. Es posible que las aves tuvieran un ciclo anual de grasa y adelgazamiento, lo que corresponde a la disponibilidad variable dealimentos durante todo el año. Sus vocalizaciones eran un silbido continuo, y tenía una llamada de alarma, como un hipo.[15]Leguat escribió que los pájaros eran cazados en un método similar al que se usaba en Mauricio para atraparrascones rojos: se les mostró a los pájaros un pedazo de tela roja, y respondieron con un comportamiento agresivo, saltando sobre el paño y tratando de desgarrarlo. No tenían miedo de los humanos porque habían evolucionado en ausencia de depredadores, permitiendo a los cazadores cogerlos en gran número. Ni Leguat ni Tafforet localizaron loshuevos y nidos de las aves.[11]
Muchas otras especies endémicas de Rodrigues se extinguieron después de que los seres humanos llegaron, y el ecosistema de la isla está muy dañado. Antes de que los seres humanos llegaran, los bosques cubrieron la isla enteramente, pero muy poco permanece hoy. El carril Rodrigues vivía junto a otras aves recientemente extintas, como elsolitario de rodrigues, el loro de Rodrigues, el periquito de Newton, el estornino de Rodrigues, el búho de Rodrigues, la garza nocturna de Rodrigues y lapaloma de Rodrigues. Los reptiles extintos incluyen latortuga abovedada gigante de Rodrigues, la tortuga gigante de Rodrigues y el gecko de Rodrigues.[16]

## Extinción
La desaparición del rascón de Rodrigues coincidió con el comercio de la tortuga entre 1730 y 1750; la vegetación quemada de los comerciantes, las aves cazadas, y los gatos y los cerdos importados que cazaban huevos y polluelos. La grasa de las aves que se habían alimentado de huevos de tortuga era naranja brillante y se utilizó como un remedio para las personas que se recuperan de la enfermedad. Aunque el rascón de Rodrigues sobrevivió a la depredación de ratas que fueron introducidas accidentalmente a finales del siglo XVII y se habían multiplicado por el tiempo de la visita de Leguat, pero no pudo soportar la persecución de los humanos. El astrónomo francés Alexandre Guy Pingré escribió en su informe de 1763 que el ave estaba extinta en 1761.[15]